# Akebono Brake Industry
Akebono Brake Industry Co., Ltd. (曙ブレーキ工業 Akebono burēki kōgyō?) este un producător japonez de componente pentru automobile, motociclete, trenuri și utilaje industriale.
Compania a fost fondată de Sanji Osame în 1929 sub numele de Akebono Sekimen Kogyosho. Osame a fondat compania ca răspuns la cererea autorității armatei japoneze pentru transportul terestru și primele sale produse au fost garniturile de frână folosite de entitatea guvernamentală. Astăzi este o companie mare, cu o prezență semnificativă peste mări și o gamă largă de produse de frână pentru multe aplicații.

## Legături externe
- Site web oficial en